# Quận của tỉnh Lot-et-Garonne
4 quận của tỉnh Lot-et-Garonne gồm:
1. Quận Agen, (tỉnh lỵ của tỉnh Lot-et-Garonne: Agen) với 12 tổng và 71 xã. Dân số của quận này là 102.162 người năm 1990, 105.380 người năm 1999, tăng trưởng dân số là 3.15%.
2. Quận Marmande, (quận lỵ: Marmvàe) với 10 tổng và 97 xã. Dân số của quận này là 77.806 người năm 1990, và 76.169 người năm 1999, tăng trưởng dân số là 2.1%.
3. Quận Villeneuve-sur-Lot, (quận lỵ: Villeneuve-sur-Lot) với 11 tổng và 92 xã. Dân số của quận này là 88.574 người năm 1990, và 86.850 người năm 1999, tăng trưởng dân số là 1.95%.
4. Quận Nérac, (quận lỵ: Nérac) với 7 tổng và 58 xã. Dân số của quận này là 37.447 người năm 1990, 36.981 người năm 1999, tăng trưởng dân số là 1.24%.